# Карасье (озеро, Невьянский район)
Кара́сье — малое проточное озеро на Среднем Урале, в Невьянском районе Свердловской области, возле остановочного пункта Таволги Свердловской железной дороги. Площадь — 0,6 км².

## География
Карасье озеро расположено на северо-западе Невьянского района и одноимённого муниципального округа Свердловской области, западнее ветки Нижний Тагил — Екатеринбург Свердловской железной дороги. Примерно в 350 метрах к северо-востоку от берега озера находится остановочный пункт Таволги, где останавливаются пригородные электропоезда.
Площадь Карасьего озера составляет 0,6 км². Высота водоёма над уровнем моря — 491,4 метра. По форме оно напоминает треугольник с закруглёнными углами и слегка неровными рёбрами. Протяжённость с севера на юг достигает примерно 800 метров, с запада на восток — 1,2 километра. К северо-восточному берегу можно подобраться со стороны железной дороги, северо-западный и южный берега более заболоченные. В южной части из озера вытекает река Дальняя Быньга — левый приток Нейвы. Все берега окружены сосново-берёзовым лесом.
Приблизительно в 2,5 км к юго-востоку от Карасьего озера расположено ещё одно проточное озеро — Глухое. Оно находится в самом центре одноимённого болота, на реке Дальней Быньге.
Примерно в 450 метрах к западу от юго-западного угла Карасьего озера находится стык границ трёх административно-территориальных единиц: города областного подчинения Кировграда, Невьянского и Пригородного районов; а также трёх муниципальных образований соответственно: Кировградского, Невьянского и Горноуральского муниципальных округов.

## Ихтиофауна
В Карасьем озере обитают следующие виды рыб: карась, лещ, окунь, чебак.